# Le Jour de noces
Le Jour de noces è un film del 1971 diretto da Claude Goretta basato su Una scampagnata, racconto di Guy de Maupassant del 1881.

## Produzione
Il film fu prodotto dalla Télévision Suisse-Romande (TSR), Radio Canada Productions, Radio Télévision Belge Francophone (RTBF) e Office de Radiodiffusion Télévision Française (ORTF)